# Anna Hedh
Anna Hedh, née le 18 mars 1967 à Uppsala, est une femme politique suédoise membre du Parti social-démocrate suédois des travailleurs.

## Biographie
Elle est élue députée européenne en 2004, et est membre du groupe de l'Alliance progressiste des socialistes et démocrates au Parlement européen. Elle est également membre de la commission des libertés civiles, de la justice et des affaires intérieures et vice-présidente de la délégation pour les relations avec la Suisse et la Norvège, à la commission parlementaire mixte UE-Islande et à la commission parlementaire mixte de l'Espace économique européen (EEE).